# 石見保成
石美 保成 （いしみ やすなり、1943年10月30日 - ）は、スペインでインストラクターとしてのキャリアのほとんどを費やした日本の空手専門家。 彼はスペイン空手連盟と世界空手連盟の十段。 

## 幼少期
石美は1943年10月30日に兵庫県尼崎市に生まれた。昭和31年、師匠の松風と空心流空手を始める。 1959年高校生の頃、 剛柔流空手を始める。  1960年には糸東流マスター辻川禎親のスタイルの空手を習い始めた。辻川師範に勧められ、師範流の創始者の息子である摩文仁賢榮師とも修行を始める。  

## 大学時
石美は1961年に神戸市外国語大学に進学。全日本空手道連盟初段を取得。1962年から神戸外国語大学空手チームのキャプテンを務め、神戸外国語大学チームをチャンピオンに導き。日本空手連盟二段を取得。 1965年、彼は国立大学選手権で個人2位となる。大学を卒業し外国語学部で哲学と文学の学位を取得。1967年には日本空手連盟の三段に上り詰める

## スペイン時代
1969年12月『Black Belt Times』は、小説家になりたいと思った神戸外国語大学の学生である石美がスペイン語を習得するためにスペインに来て、現在、スペインで最初の糸東流空手指導者であると報告。幾度かマドリード体育館で空手を教えた。1969年に日本空手連盟の四段試験のために日本に帰国。 石美道場は1970年に開かれ、彼はスペイン空手連盟五段を与えられた。その年、彼はスペインの糸東流協会を設立し、 スペイン空手道連盟の全国コーチを務めた。 アダム王子カロル・チャルトリスキ、のちのスペイン王フアンカルロス1世も石美のもとで訓練を受けた。1970年代には熱心に空手に取り組み、チャルトリスキ王子や巨匠の山下洋佑と石美らは一緒に熱心に稽古に励む。  
石美は1973年に日本空手道連盟五段試験のため日本に帰国した。 1979年、日本空手盟六段、スペイン空手連盟六段を獲得。  1980年にマドリードで開催された世界空手道選手権（WUKO）で、石美は世界形稽古の審査試験に見事に合格。 1983年に彼は国際審査官および世界組手審査官となり、スペイン空手連盟七段に昇進した。1983年12月20日、ヨーロッパ糸東会を設立し、テクニカルディレクターに就任。1985年には日本空手道連盟七段を取得し、摩文仁賢榮から師範流の称号を授与された。 1988年、師範会会長である岩田万蔵がこの学校のヨーロッパ代表に指名された。  
1995年6月にスペインの空手連盟八段に昇段、2005年7月に九段に昇段。2010年にはインファンタ・クリスティーナからスポーツのための功労勲章を授与された。 マスター石美は定期的にフランス、スイス、ベルギー、ポルトガルの糸東ヨーロッパのメンバーにセミナーを提供している。2020年現在、彼はマドリードに住んでおり、道場で空手道を教え、稽古し続けていた。  Calle Alonso Canoの石美ジムは350平方メートル (3,800 sq ft) また、最新の機器とコンピューターベースの教育方法を使用して、心臓血管の発達と筋肉の調子を整えるために音楽を使って他のタイプのジムトレーニングを提供している。

## 哲学
現代の空手にしばしば見られる純粋な競争精神とは対照的に、本来の価値観に近い形で空手を教えている。 彼は、古いマスターが自然を観察することによって動くことを学んだと言う。風は私たちに呼吸、木々、しっかりととどまること、竹、柔軟であることを教えてくれるという。多くのテクニックは、野生動物の性質に基づいているという：虎の強さ、ヘビの速さ、クレーンの優雅さ。これらの技術の実践は、どういうわけか、私たちを深い内部から自然との接触に戻してくれるとした。 彼は空手は武道であると信じられており、ほとんどが戦闘であると見なされていると説明しているが、実際にはそれは全身、つまり呼吸、心を含む...ヨガやタイチなど、全体内部エネルギーを感じるのである。それは防御技術として役立つだけでなく、自分らの健康を改善するためにも役立つのであるとした。  

## ノート
1. 1 2 3 4 5 6 7  Shitokai Sensei Yasunari Ishimi : Budokai.
2. 1 2 3 4 5  Yasunari Ishimi Sensei : Shitokai.
3. ↑  Smith 1969, p. 13.
4. ↑  Martínez-Fornés 2015.
5. ↑  Shitokai Ishimi.
6. ↑  Barrero 2013, p. 31.
7. ↑  Ishimi : Welcome to Madrid.
8. ↑  Hueso 2017, PT77.
9. ↑  Núñez 2015.